# Frašker
Frašker je majhen nenaseljen otoček južno od Pulja.
Frašker je ozek podolgovat otoček, ki leži okoli 0,6 km južno od Verude. Njegova površina meri 0,11 km². Dolžina obalnega pasu je 1,67 km. Najvišja točka otočka doseže višino 18 mnm.